# 世界征服者史

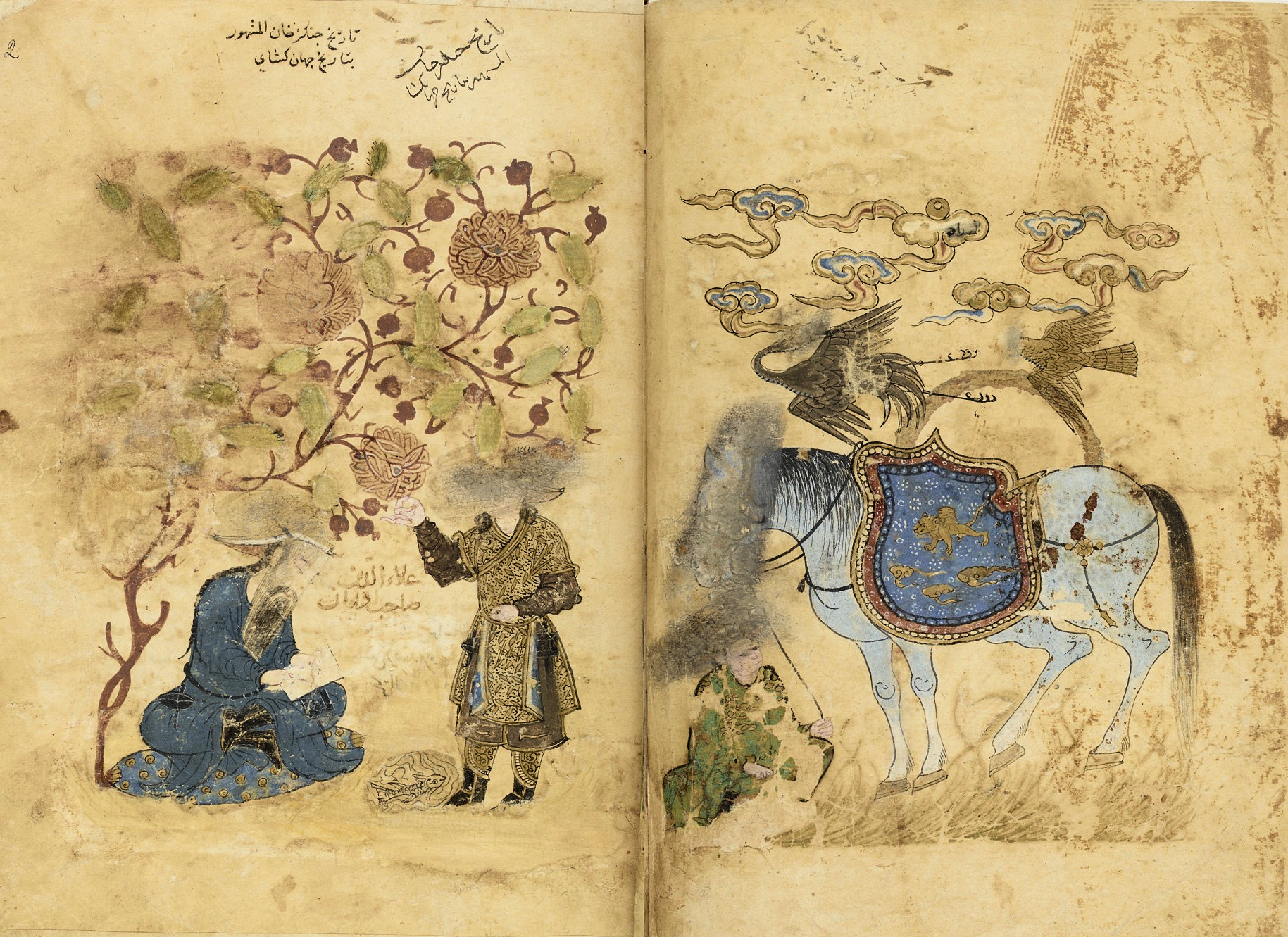
《世界征服者史》抄本中的细密画插图，图绘志费尼坐在阿儿浑阿加面前书写。该图是最早的波斯细密画之一

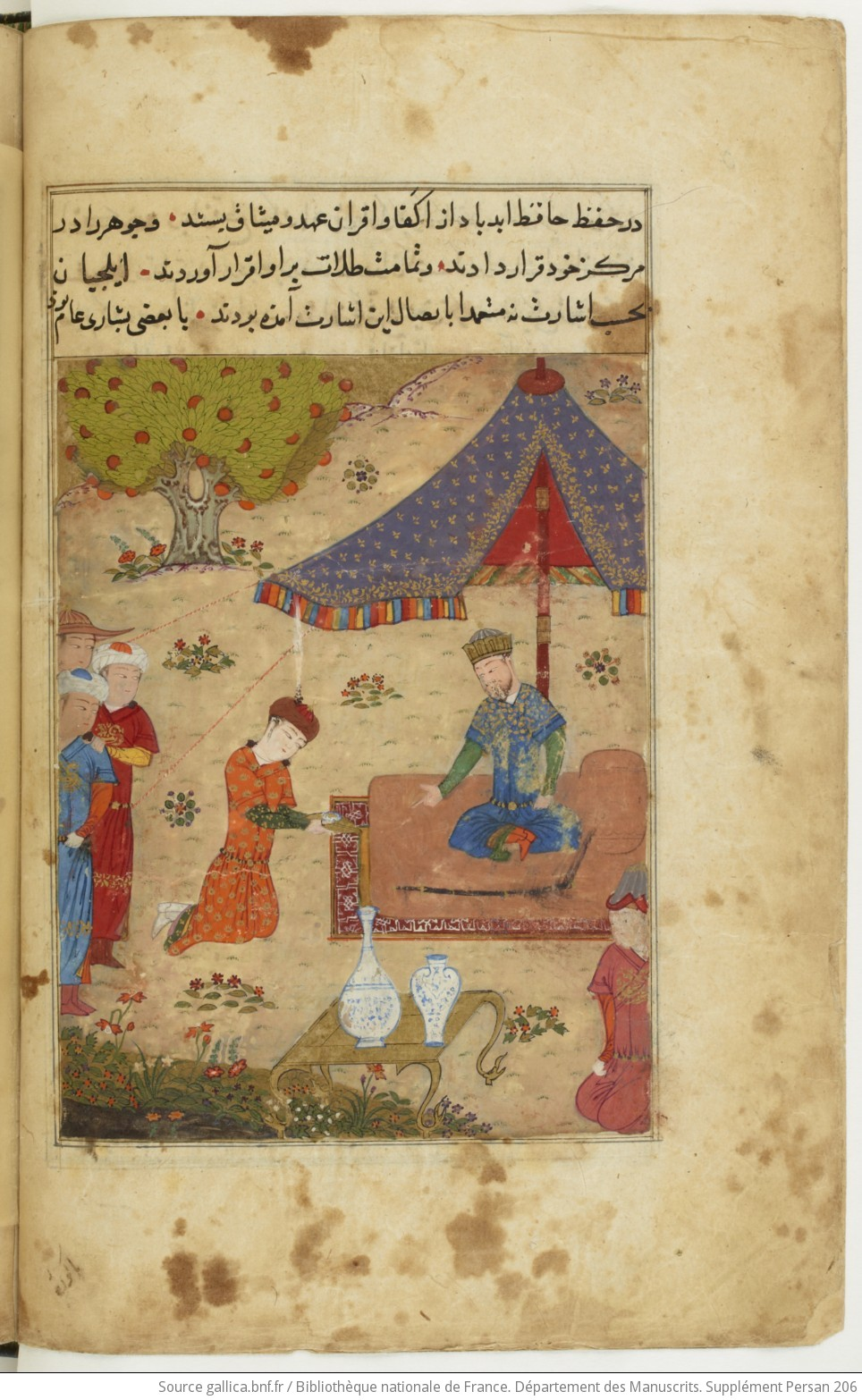
贴古迭儿接受使者奉书

《世界征服者史》（波斯語：‎，Tārīkh-i Jahāngushāy），是13世紀伊朗伊兒汗國歷史家阿塔·馬里克·志費尼的著作，是蒙古帝國征戰的詳細歷史記載，也被認為是波斯文學的無價之寶。
這本書也是蒙古人入侵他的祖國伊朗的記載，成吉思汗軍隊在1219年迅速掠過塔中亞絲綢之路上的成熟城市（包括訛答剌，布哈拉，和撒馬爾罕），以及連續的戰役，直到成吉思汗在1227年去世，再寫至1260年代。
他的著作有時會誇大，因為他估計蒙古軍隊的兵力為700,000人，而其他方面的估計則在105,000至130,000之間。他的描述通常是從一種戲劇性的角度來寫的，然而和《蒙古秘史》與《史集》一樣，志費尼的著作是研究蒙古帝國歷史的珍贵史料。
汉译本由何高济从波义勒英译本转译。